# NGC 3860A
NGC 3860A is een spiraalvormig sterrenstelsel in het sterrenbeeld Leeuw. Het hemelobject werd op 27 april 1785 ontdekt door de Duits-Britse astronoom William Herschel.

## Synoniemen
- UGC 6718
- MCG 3-30-88
- ZWG 97.120
- IRAS 11422+2003
- PGC 36573